# Eleccions legislatives gregues de 1958
Les eleccions legislatives gregues de 1958 se celebraren l'11 de maig de 1958. Vencé la Unió Nacional Radical de Konstandinos Karamanlís.
| Resultats | Resultats                           | Resultats               | Vots      | Vots     | Vots | Escons | Escons |
| Resultats | Resultats                           | Resultats               | No.       | %        | +− % | No.    | +−     |
| --- | ----------------------------------- | ----------------------- | --------- | -------- | ---- | ------ | ------ |
| | Unió Nacional Radical               | Konstandinos Karamanlís |           | 41,46    |      | 124    |        |
| | Esquerra Democràtica Unida          | Ioannis Passalidis      |           | 24,42    |      | 73     |        |
| | Partit Liberal                      | Sophoklis Venizelos     |           | 20,67    |      | 62     |        |
| | Unió Progressista Democràtica Rural | Georgios Papandreu      |           | 10,62    |      | 32     |        |
| | Partit de la Unió Popular           | Konstandinos Tsaldaris  |           | 2,94     |      | 9      |        |
| | Llistes d'Independents/Altres       |                         |           | 0.16     |      | -      |        |
| Totals | Totals                              | Totals                  |           | 100.00   |      | 300    |        |
| Constituències | Constituències                      | Constituències          |           | 55       |      | 300    |        |
| Vots vàlids | Vots vàlids                         | Vots vàlids             | 3.847.785 |          |      |        |        |
| Vots nuls | Vots nuls                           | Vots nuls               | 16.197    | (0,32%)  |      |        |        |
| Vots totals | Vots totals                         | Vots totals             | 3.863.982 | (75,94%) |      |        |        |
| Electorat | Electorat                           | Electorat               | 5.119.148 |          |      |        |        |
| Població | Població                            | Població                | 7.395.219 |          |      |        |        |
| Font: - Antonis M. Pantelis - Stefanos I. Koutsoumpinas - Triantafyllos A. Gerozhshs, Texts of Constitutional History, vol. 2, p. 845 - Arxius de Konstandinos Karamanlís |                                     |                         |           |          |      |        |        |